# Przedęcie
Przedęcie – podstawowa technika gry na instrumentach dętych, pozwalająca na rozszerzenie skali instrumentu w górę. Umożliwia ona uzyskanie alikwotów, tj. dźwięków o częstotliwościach składowych szeregu harmonicznego tonu podstawowego.
Przedęcie jako metoda gry polega na mocniejszym naprężeniu warg przez muzyka, które prowadzi do zwiększenia prędkości powietrza wdmuchiwanego do ustnika w stosunku do zwyczajnej techniki, w której uzyskuje się dźwięk podstawowy (najniższy). Wyższa prędkość powietrza daje większe częstotliwości drgań stroika, którym w przypadku instrumentów dętych drewnianych jest płytka ustnika, a w przypadku instrumentów blaszanych – same wargi osoby grającej.
W przypadku instrumentów instrumentach dętych blaszanych bez zaworów (np. róg myśliwski, czy trąbka sygnałowa) jest to jedyny sposób uzyskania dźwięków innych niż podstawowy (najniższy). Jest to również uznana metoda gry na instrumentach zaopatrzonych w zawory (np. trąbka) lub suwak (np. puzon), gdzie technikę tę stosuje się w celu uzyskania wyższych dźwięków.